# Siebeldingen
Siebeldingen é um município da Alemanha localizado no distrito de Südliche Weinstraße, no estado da Renânia-Palatinado. É membro da associação municipal de Verbandsgemeinde Landau-Land.

## Galeria de imagens

Siebeldingen
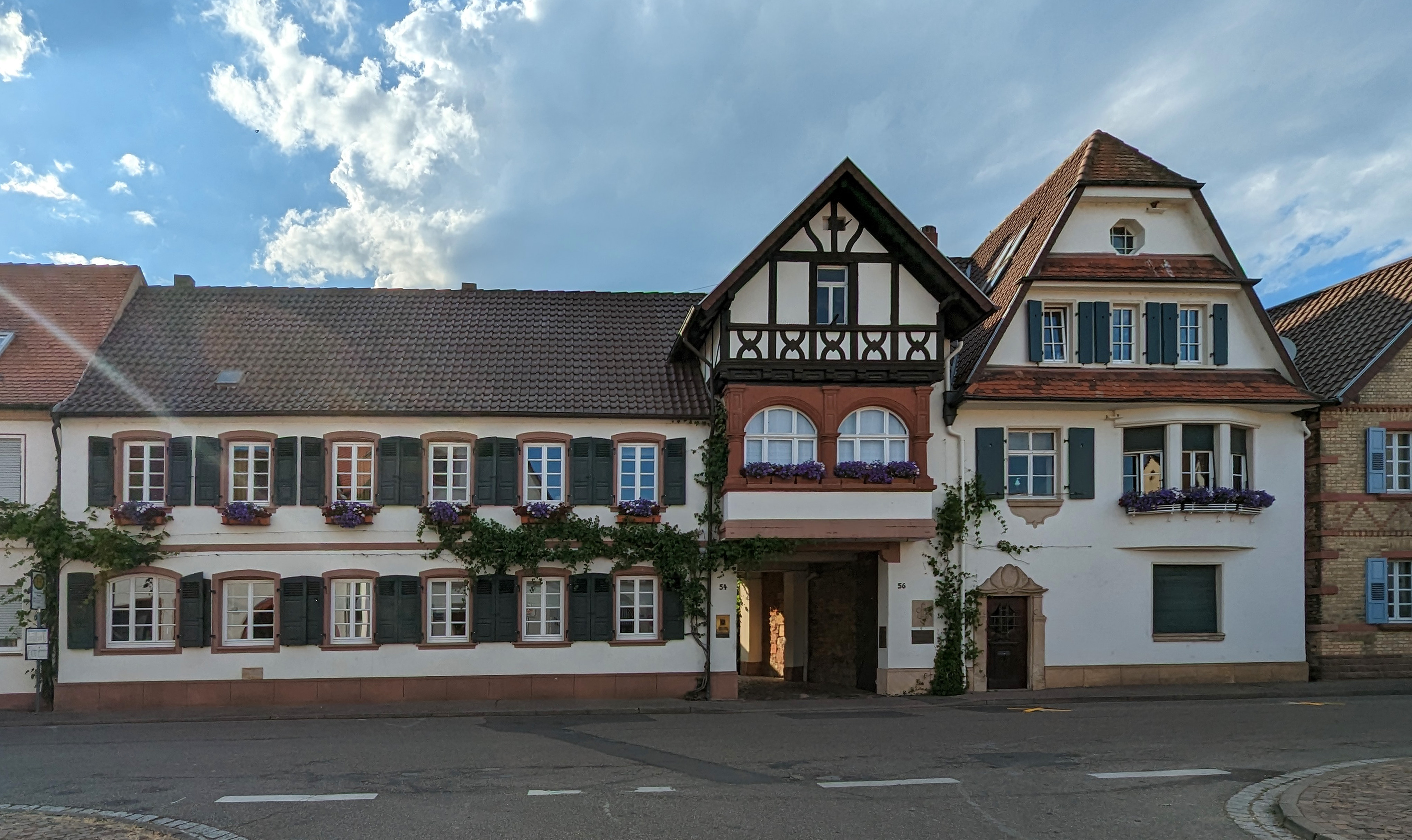
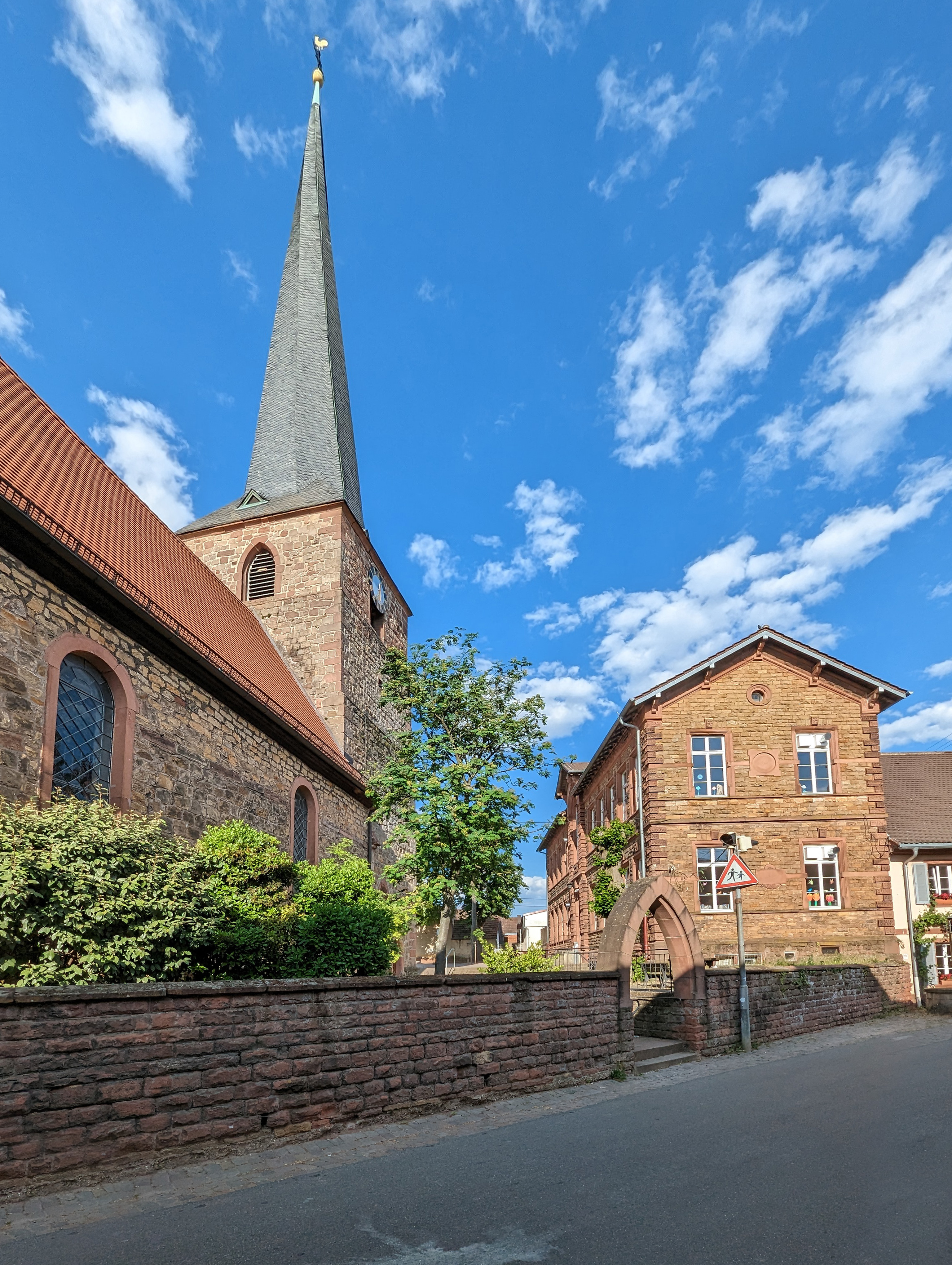
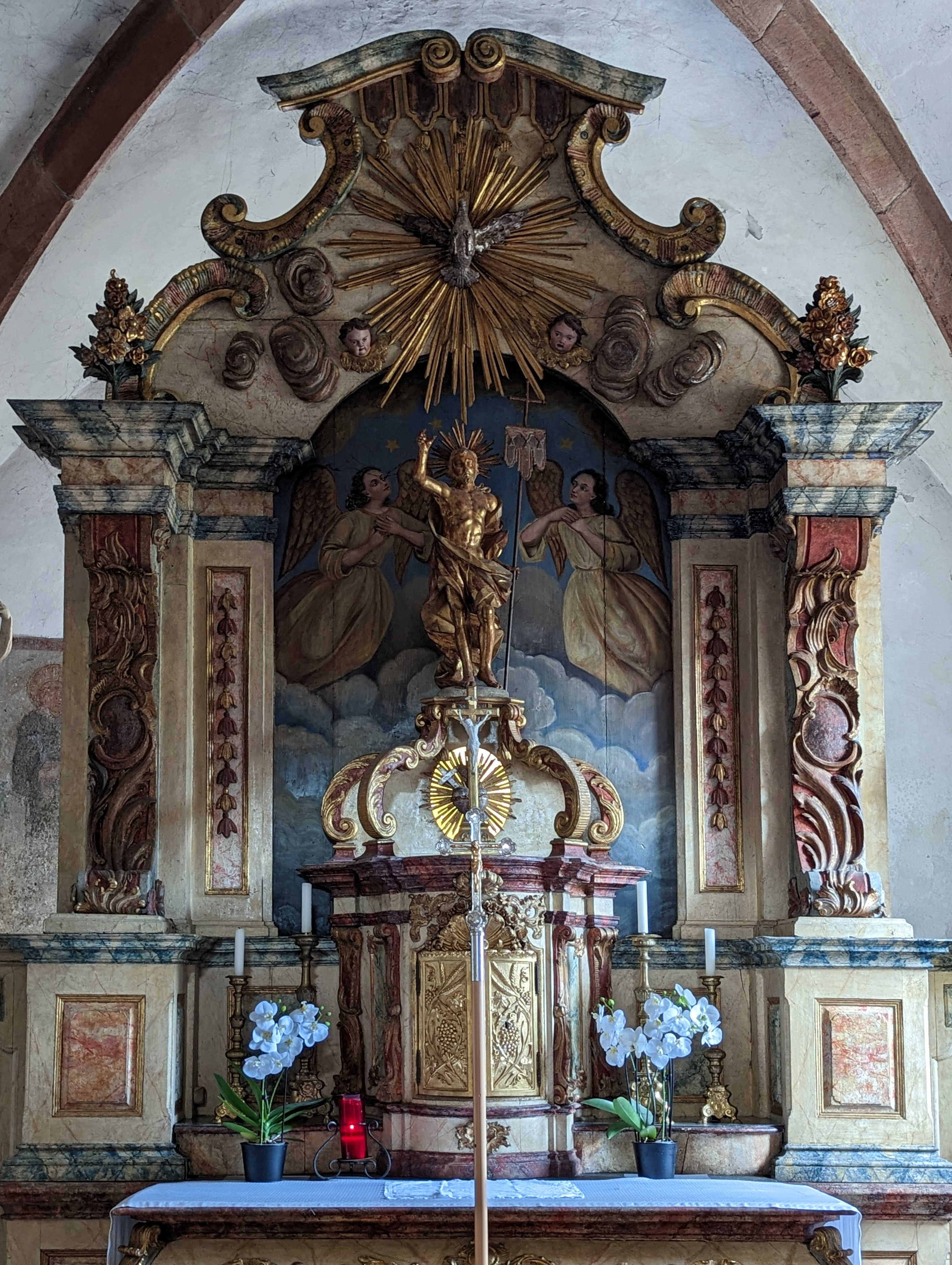
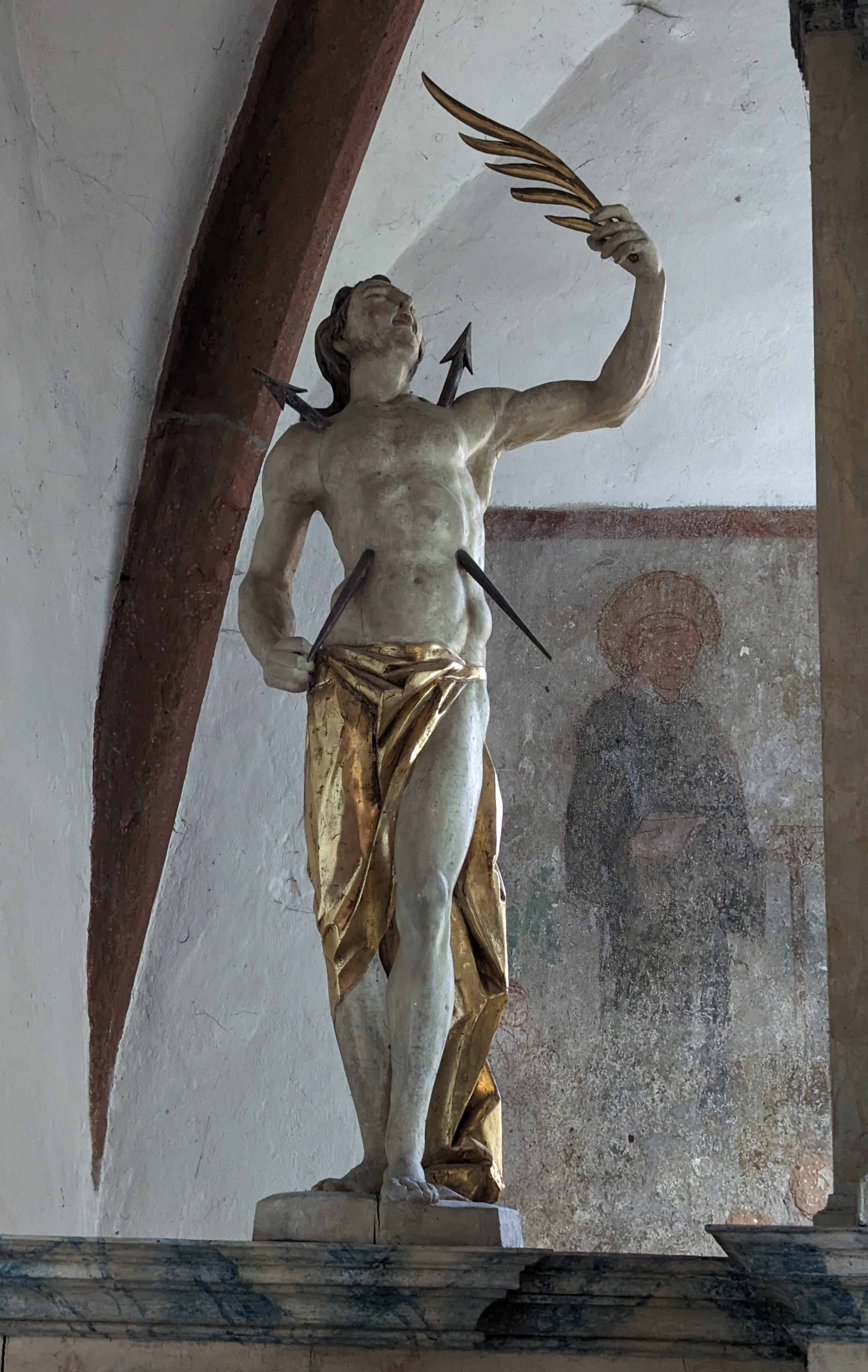
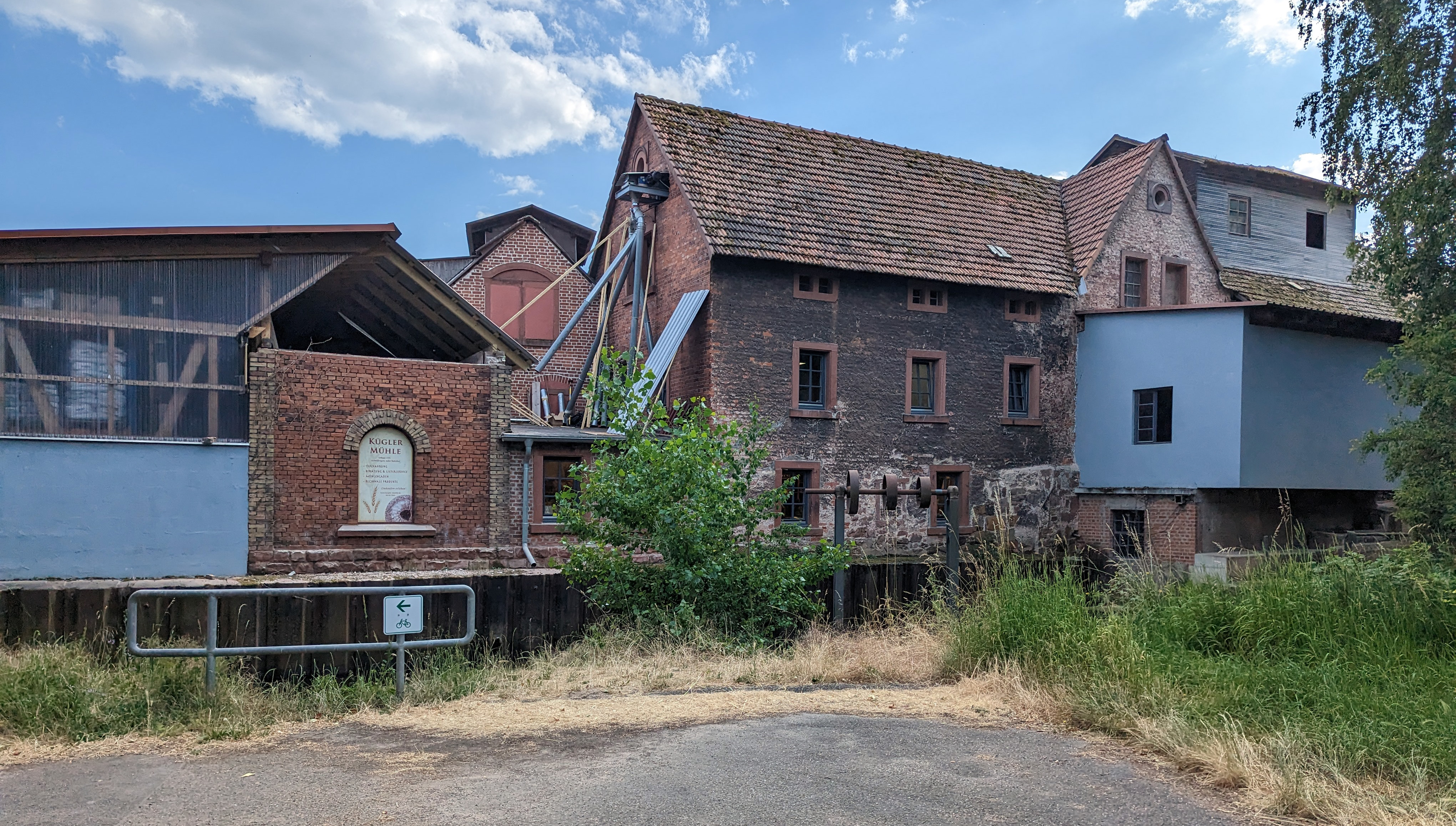
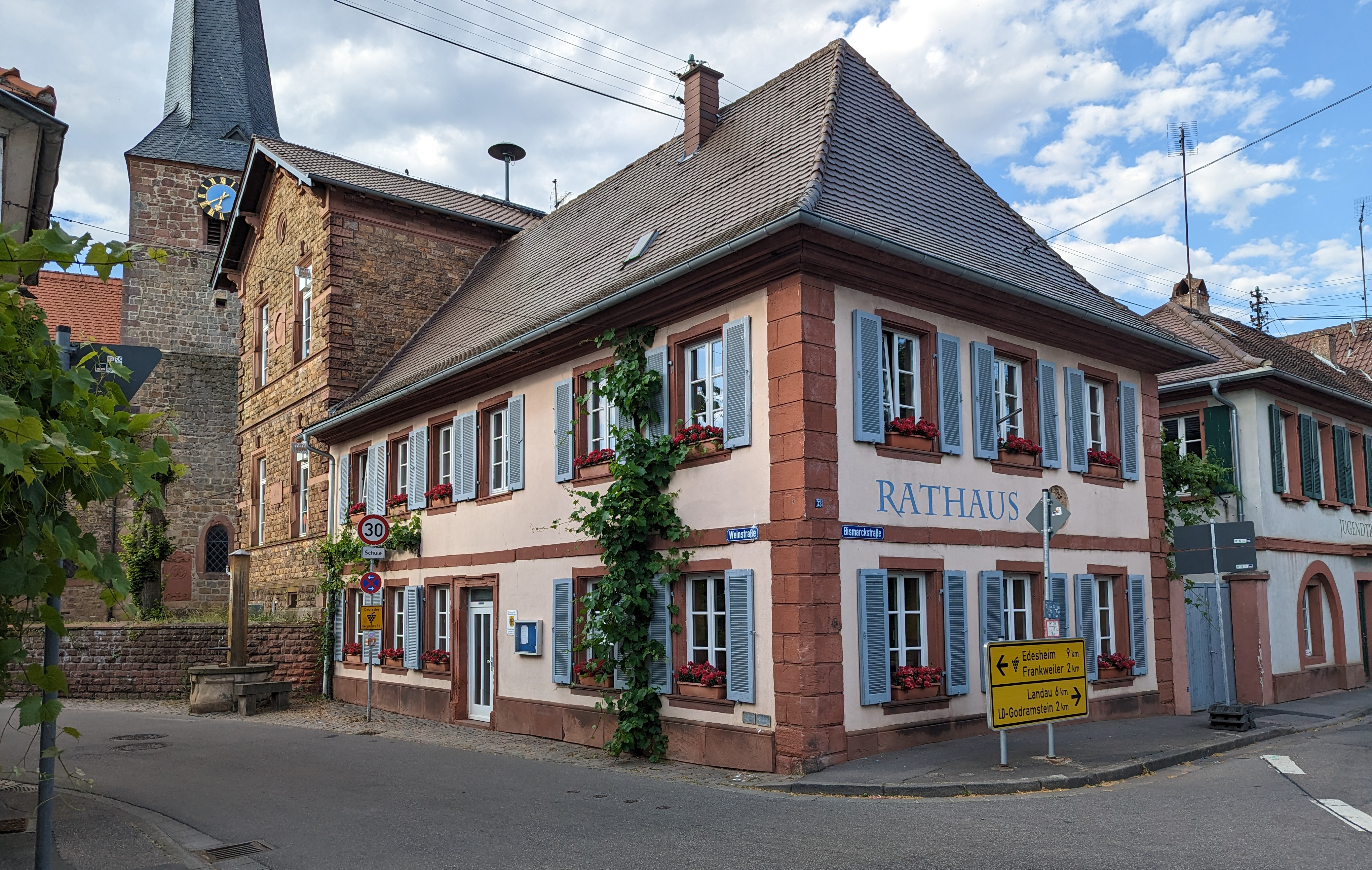
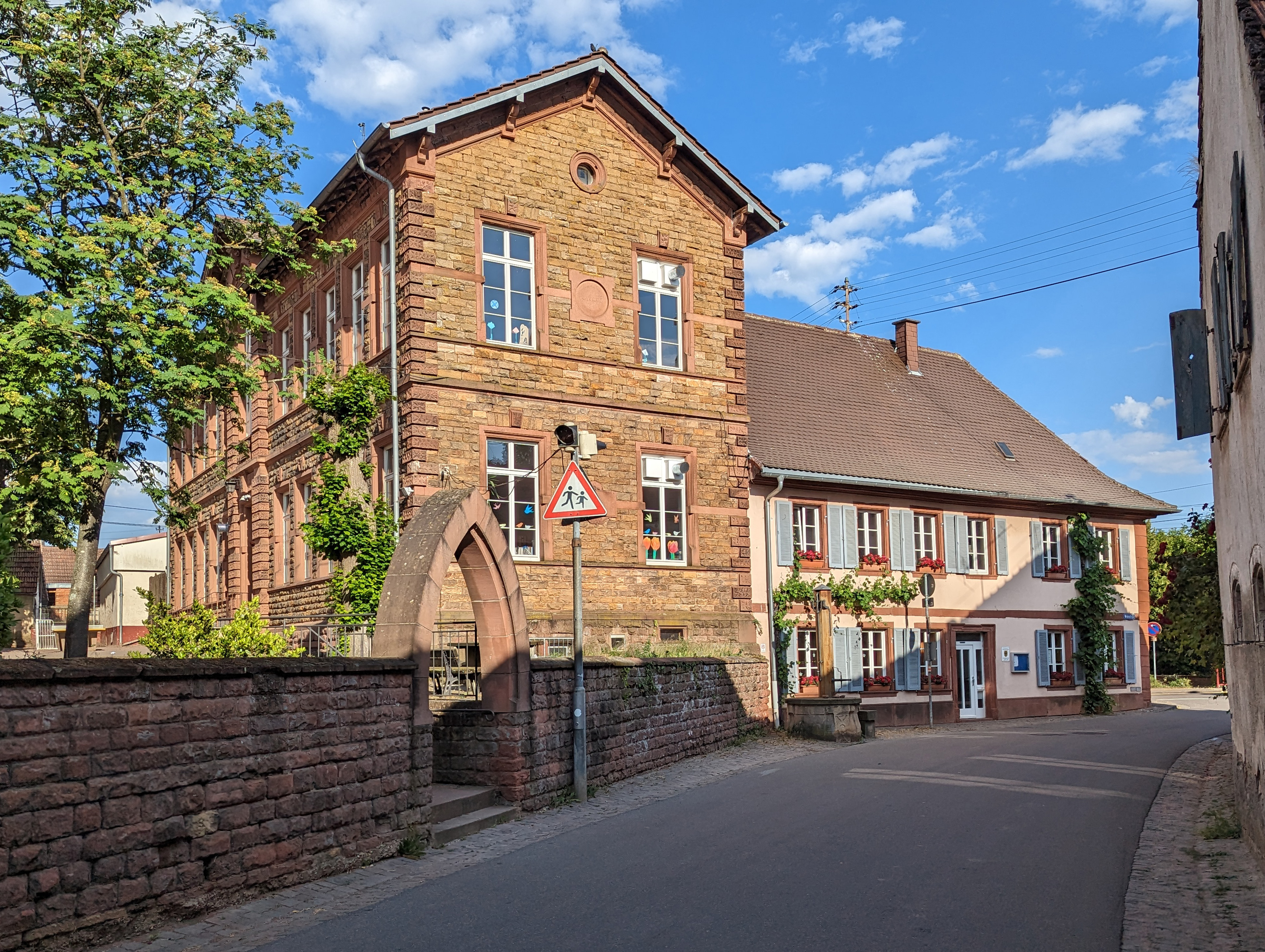
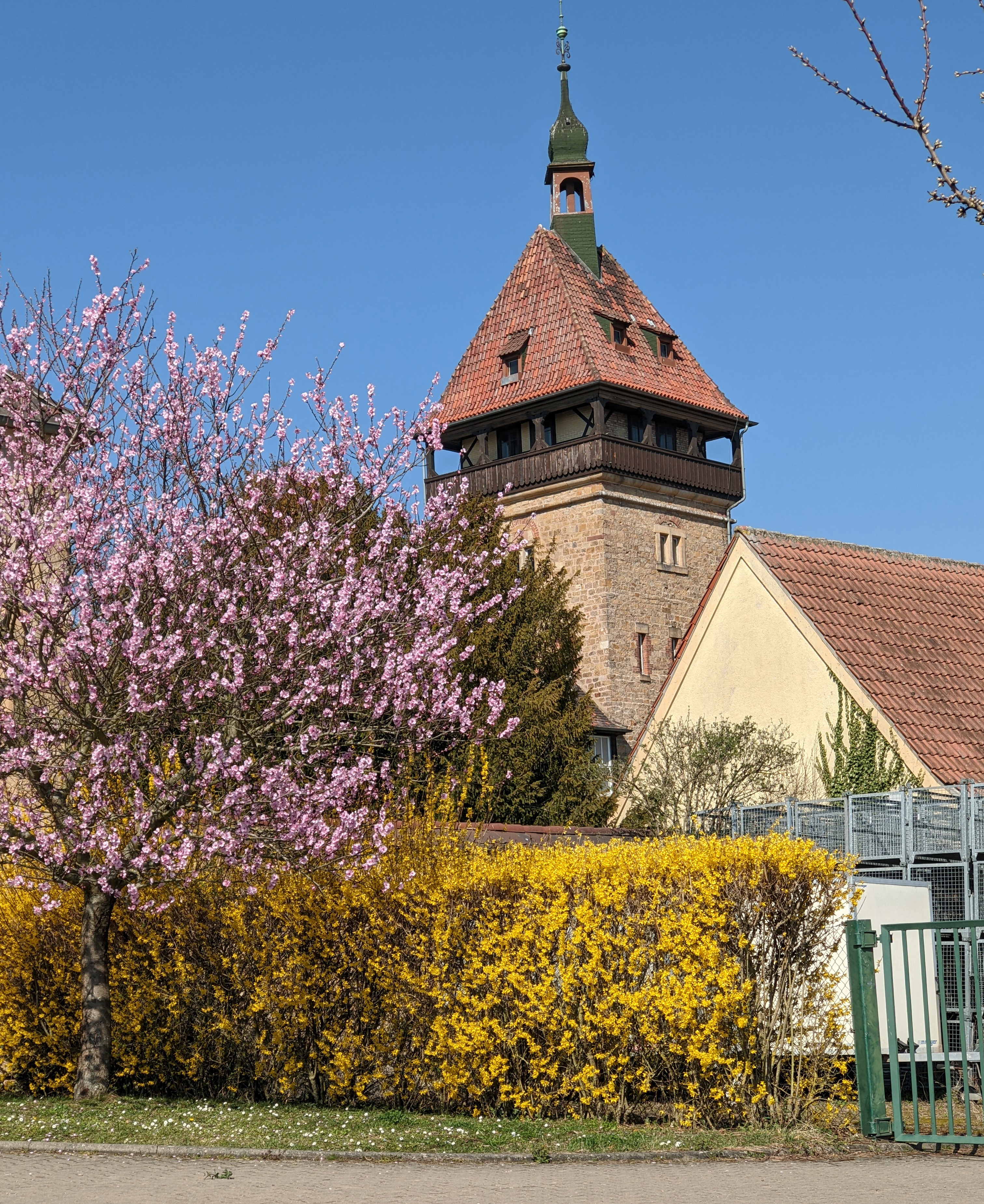